# Уорд, Артемас
Артемас Уорд (англ. Artemas Ward; 26 ноября 1727 — 28 октября 1800) — американский политик и военный, участник войны с французами и индейцами, с 1774 года главнокомандующий ополчения провинции Массачусетс. Когда конфликт массачусетцев с Англией перерос в войну и ополченцы осадили британскую армию в Бостоне, Уорд принял командование всеми войсками провинции и оставался на этом посту, пока командование по решению Конгресса не принял Джордж Вашингтон. Уорд покинул армию в 1777 году, был выбран в палату представителей штата, был делегатом Конгресса США и депутатом Палаты представителей США.

## Ранние годы
Уорд родился в городке Шрусбери в провинции Массачусетс-Бэй в 1727 году в семье Наума Уорда (1684–1754) и его жены Марты Хау Уорд. Он был шестым из семи детей его родителей. Его отец в разное время служил морским капитаном, торговцем, фермером и юристом. В детстве Уорд окончил общую школу, а в 1748 году окончил Гарвардский университет и некоторое время преподавал там.
31 июля 1750 года Уорд женился на Саре Троубридж (1724 – 1788), дочери преподобного Калеба Троубриджа и Ханны Гротон. Он вернулся в Шрусбери, где открыл лавку. В последующий восемь лет у Уордов родились восемь детей. В 1751 году он стал оценщиков в округе Вустер. Это была первая официальная должность в его жизни. В 1752 году он был выбран мировым судьёй и одновременно в провинциальную ассамблею Массачусетса.